# Bryaninops amplus
Bryaninops amplus è un pesce marino della famiglia Gobiidae.

## Distribuzione e habitat
Vive nelle acque del bacino Indo-Pacifico, incluso le Hawaii. Diversamente dalle specie del suo genere, non vive nel Mar Rosso.

## Descrizione
È un pesce di piccole dimensioni e misura al massimo 4,6 cm.